# Sara Peris Calvet
Sara Peris Calvet (c. segle XX - segle XX) fou una dirigent carlina valenciana.

## Biografia
Abans de la guerra Sara Peris Calvet fou membre de la Junta Provincial Carlista de Castelló de la Plana. En els anys de la immediata postguerra fou presidenta de les dones carlistes valencianes, anomenades “Margarites”. Partidària del carlisme majoritari de Don Javier i Fal Conde, estava consegüentment enfrontada a la política pronazi del règim, i al Decret d'Unificació franquista, i per tant,era també contrària al col·laboracionisme del baró de Càrcer. Va mantenir una intensa activitat, a pesar de les difícils circumstàncies, a favor de la causa carlista d'aquells anys, per la qual cosa va ser represaliada en diverses ocasions. Va ser detinguda a principis del 1940 per ordre del governador civil de València, el coronel Javier Planes de Tovar, de resultes d'uns enfrontaments amb la força pública en una nodrida manifestació carlista que es va formar per a acompanyar les restes d'uns carlins valencians morts durant la Guerra Civil.
Al costat de la secretària de les “Margarites” valencianes, Pilar Sendra, i d'altres xiques de la mateixa organització, que havien embarcat com a polissons en el “Jaume II” en el port d'Alacant, va acompanyar el dirigent carlista Manuel Fal Conde en el desterrament que Franco li va imposar a Ferreries (Menorca) l'octubre de 1941. Per tal d'evitar manifestacions de protesta i adhesions, Fal va ser traslladat al Govern Civil, i amenaçaren aquest grup de dones de ser també confinades si no abandonaven al deportat, però, com que elles manifestaren que no els importava, van aconseguir acompanyar-lo fins a un domicili de Ferreries on es van acomiadar.
A l'octubre de 1943, mentre era governador civil de València Ramón Laporta Girón, Sara Peris va estar nou dies a la Presó Model de Barcelona, d'on va eixir per a ser confinada a Borriana (Plana Baixa) fins al 25 de febrer de 1944, com consta a l'ofici ministerial: «Excmo. Ministro de la Gobernación ha sancionado a usted con la pena de confinamiento en el pueblo de Burriana (Castellón de la Plana) a donde deberá trasladarse en el plazo improrrogable de cuatro días […] se presentará en el Cuartel de la Guardia Civil, cuyo jefe le designará los días en que debe hacer las sucesivas presentaciones, no pudiéndose ausentar por ningún motivo…».
El 25 de febrer de 1944, quan ja Alemanya agonitzava, se li va alçar la sanció per mitjà d'un nou ofici que acabava amb una amenaça que no va complir: « (...) Lo que me complazco en participar a usted esperando que su conducta, en lo sucesivo, sea de completa adhesión al Régimen». Efectivament, un document fotogràfic realitzat a Manises l'1 de novembre de 1951, dona testimoni de la seua fidelitat política quan se la veu fent costat al regent carlista Xavier de Borbó Parma, un altre expulsat per Franco i expresoner dels nazis en el camp de concentració de Dachau.
El metge militar Ruíz de Galarreta, amb el pseudònim de Manuel de Santa Cruz, en la seua voluminosa obra Apuntes y documentos para la Historia del Tradicionalismo español, ha escrit el que sabem sobre aquesta dona, tanmateix no ens diu ni la data de naixement ni el de la seua mort. Només gràcies a la informació aportada directament per un vell carlista, José Romero, que la va conèixer personalment, ens ha pogut facilitar un document fotogràfic i la informació que era soltera sense descendència.